# قرار مجلس الأمن التابع للأمم المتحدة رقم 753
قرار مجلس الأمن التابع للأمم المتحدة رقم 753، الذي اتخذ بدون تصويت في 18 أيار / مايو 1992، بعد دراسة طلب جمهورية كرواتيا للانضمام إلى عضوية الأمم المتحدة، أوصى المجلس الجمعية العامة بقبول كرواتيا. جاءت التوصية وسط تفكك يوغوسلافيا.

## روابط خارجية
- نص القرار في undocs.org